# James Campbell (cầu thủ bóng đá Anh)
James Campbell là một cầu thủ bóng đá thi đấu ở vị trí thủ môn cho Huddersfield Town. Ông sinh ra ở London.